# 大薗恵美
大薗 恵美（おおその えみ、1965年 - ）は、日本の経営学者。一橋大学大学院経営管理研究科教授。

## 人物・経歴
静岡県立浜松北高等学校を経て、1988年に一橋大学商学部を卒業し、住友銀行（現：三井住友銀行）入行。
大学では竹内弘高教授のゼミに参加。テニスサークルCANNONや国際部に所属。
住友銀行ではお茶の水支店に配属されるが、1989年に退社し、大学2年のときから交際していた大蔵省職員の大薗治夫（後に上海エクスプローラー代表取締役、作家）と結婚、ワシントンD.C.に移る。
1990年からジョージ・ワシントン大学経営大学院に通い、1992年9月同修了、MBA取得。
1997年一橋大学大学院商学研究科博士課程単位取得退学。博士課程では野中郁次郎教授のゼミに参加。
1997年一橋大学助手、1998年早稲田大学アジア太平洋研究センター専任扱い客員講師、1998年3月一橋大学博士（商学）。
2000年一橋大学国際企業戦略研究科専任講師。
2002年一橋大学国際企業戦略研究科助教授。
2010年一橋大学国際企業戦略研究科教授。
この間2004年から日新火災海上保険株式会社顧問、2005年から同社取締役、2006年からりそな銀行取締役、2010年から電通開発アドバイザー、2011年からりそなホールディングス取締役・報酬委員会委員、2012年から株式会社ローソン取締役、りそなホールディングス取締役・ 指名委員会委員。2017年、東京海上日動火災保険監査役。産業構造審議会臨時委員、シティグループ・ジャパン・ホールディングス合同会社アドバイザリーボード、朝日新聞社朝日企業市民賞審査委員、日本取締役協会成長戦略委員会副委員長なども務める。2020年、株式会社三菱UFJフィナンシャル・グループのグローバル・アドバイザリーボード委員。2021年、東京海上ホールディングス取締役。2023年、トヨタ自動車取締役。

## 著書
- 『イノベーションの実践理論』（児玉充, 谷地弘安, 野中郁次郎と共著）白桃書房,2006
- 『トヨタの知識創造経営 : 矛盾と衝突の経営モデル』（清水紀彦, 竹内弘高と共著）日本経済新聞出版社,2006
- Extreme Toyota : Radical Contradictions That Drive Success at the World's Best Manufacturer, John Wiley & Sons,2008